# Anna Rosso
Anna Rosso (...) è un'ex cestista italiana.

## Carriera
Ha giocato in Serie A1 con Termini Imerese.